# Bron-Y-Aur Stomp
„Bron-Y-Aur Stomp“ je devátá a zároveň předposlední skladba z třetího studiového alba anglické hard rockové skupiny Led Zeppelin Led Zeppelin III z roku 1970. Skladbu napsali kytarista Jimmy Page, zpěvák Robert Plant a baskytarista John Paul Jones. Skladbu předělalo mnoho interpretů, mezi které patří i Coheed and Cambria nebo Carbon Leaf.

## Sestava
- Robert Plant – zpěv
- Jimmy Page – akustická kytara
- John Paul Jones – kontrabas
- John Bonham – bicí, lžíce, kastaněty